# 塔蘭托的索西比烏斯
索西比烏斯（希臘語：Σωσιβιoς），生活於西元前三世紀，出身大希臘城邦塔蘭托。他在托勒密王國擔任托勒密二世的國王衛隊長官，他很可能是之後托勒密四世的大臣索西比烏斯的父親。